# Лемешка, Ярослав Петрович
Ярослав Петрович Лемешка (род. 26 июля 1961 года, с. Соснов) — украинский оперный и камерный певец (тенор). Народный артист Украины (2011), профессор. Муж народной артистки Украины (2015). Натальи Лемешки.

## Биография
Ярослав Петрович Лемешка родился 26 июля 1961 года в селе Соснов. Окончил Тернопольское музыкальное училище. В 1990 году окончил Киевскую консерваторию (1990, ныне Национальная музыкальная академия Украины имени П. И. Чайковского, класс педагога Константина Огневого).
В 1990—1992 годах работал в Тернопольском драматическом театре (ныне академический театр), где исполнил партии Андрея («Запорожец за Дунаем» Семена Гулака-Артемовского), Петра («Наталка Полтавка» Николая Лысенко). Впоследствии работал вокалистом областной филармонии, преподавателем вокала Тернопольского государственного педагогического университета (ныне Тернопольский национальный педагогический университет имени Владимира Гнатюка).
С июля 2007 года занимал должность директора Тернопольской областной филармонии. Гастролировал с концертами в Бельгии, Голландии, Канаде, Германии, Польше, США, Франции.
В репертуаре Ярослава Лемешки — романсы, народные песни ведущие арии из опер:
- «Травиата» и «Риголетто» Джузеппе Верди;
- «Тоска» Джакомо Пуччини;
- «Любовный напиток» Гаэтано Доницетти;
- «Искатели жемчуга» и «Персидская красавица» Жоржа Бизе;
- «Майская ночь» Николая Римского-Корсакова;
- «Евгений Онегин» Петра Чайковского.

## Награды и звания
- Орден «За заслуги» III степени (2020).
- Народный артист Украины (2011).
- Заслуженный артист Украины (1997).
- Всеукраинская литературно-художественная премия имени Братьев Богдана и Левка Лепких (2010).

## Труды
- Любительское вокальное искусство Тернопольщины конца XIX — первой половины XX века // Наук. зап. Тернопольского пед. ун-та. 2008. № 1 (19).
- Дирижёрско-хоровое деятельность Богдана Иванонькива // Наук. зап. Терноольского педагогического ун-та. 2013. № 2.